# Роща

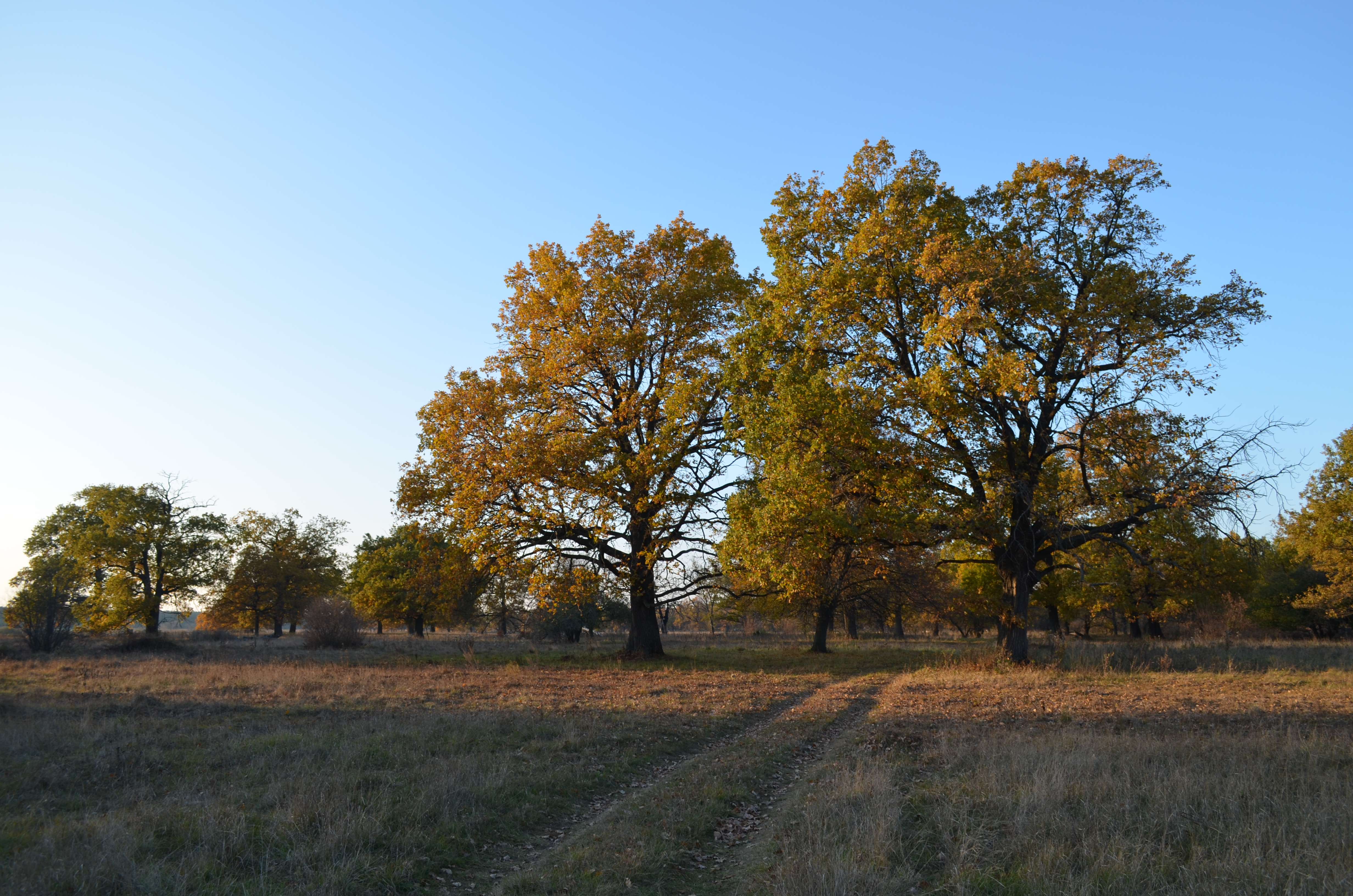
Дубовая роща

Ро́ща — небольшой лиственный лес, обособленный от основного лесного массива. Деревья, как правило, одного возраста. Например, берёзовая, осиновая, дубовая рощи. У В. И. Даля также близкий к жилью лесок, парк.
Также выделенный по каким-либо признакам или с какой-либо целью лесной участок.

## В искусстве

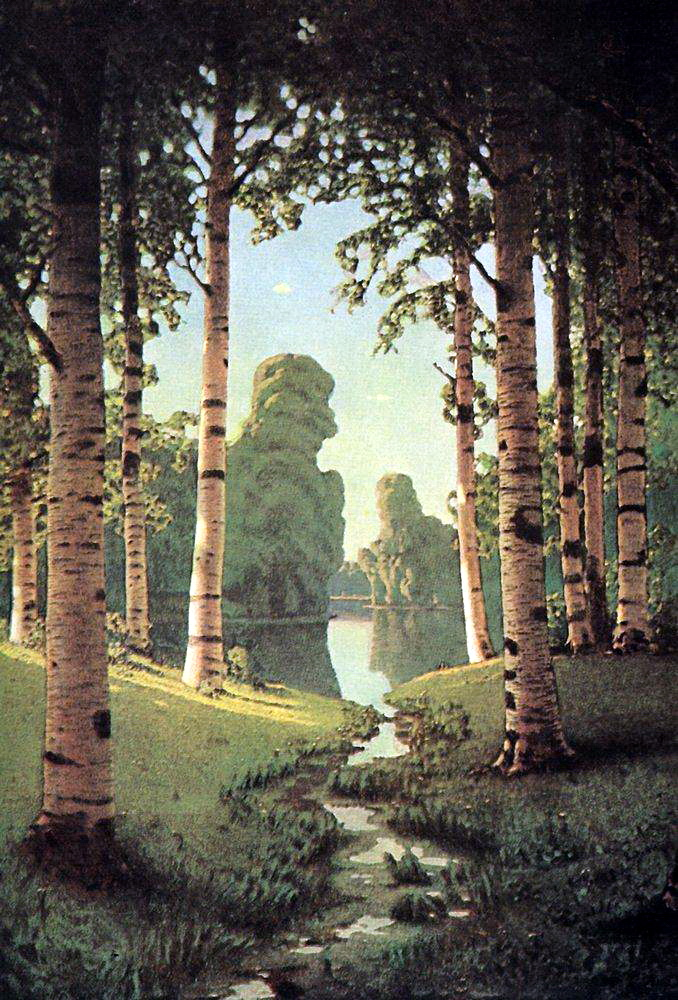
Берёзовая роща. Картина Архипа Куинджи

У многих художников роща являлась сюжетом для написания картин, олицетворением природы.

## В культуре
В культуре и традициях многих народов роща считалась священным местом. Так, в толковом словаре В. И. Даля значениями слова являются: заповедный лес, бережёный лес, чисто содержащийся лесок.